# Stenanthemum
Stenanthemum es un género de arbustos perteneciente a la familia Rhamnaceae.

## Taxonomía
Stenanthemum fue descrito por Siegfried Reissek y publicado en Linnaea 29: 295, en el año 1858.

## Especies seleccionadas
- Stenanthemum arens K.R.Thiele
- Stenanthemum argenteum A.R.Bean
- Stenanthemum bilobum Rye
- Stenanthemum bremerense Rye
- Stenanthemum centrale K.R.Thiele